# Danh sách đĩa đơn quán quân năm 1957 (Mỹ)
Đây là danh sách đĩa đơn đứng đầu của Hoa Kỳ trong năm 1957, được xuất bản trong tạp chí âm nhạc Billboard. Trước khi bảng liệt kê Hot 100 được phát hành chính thức vào tháng 8/1958, bảng xếp hạng Billboard đưa ra các đánh giá khác nhau vào mỗi tuần. Từ tháng 1/1957 đến giữa tháng 6/1957, có bốn loại bảng xếp hạng, sau đó thì rút gọn còn lại 3:
1. Bán chạy nhất (Bestseller) - Bảng xếp hạng các đĩa đơn bán chạy nhất tại các đại lý bán lẻ, dựa trên thông tin cung cấp bởi các cửa hàng được khảo sát trên toàn Hoa Kỳ.
2. Phát trên làn sóng phát thanh (được các DJ sử dụng nhiều nhất) - Bảng xếp hạng các bài hát được phát thanh trên hầu hết các đài phát thanh Hoa Kỳ, dựa trên thông tin cung cấp bởi các DJ và các đài phát thanh.
3. Jukebox (được các máy phát nhạc tự động Jukebox mở nhiều nhất[1]) - Bảng xếp hạng các bài được chơi nhiều nhất bằng máy jukeboxe trên toàn nước Mỹ (danh sách này chỉ xếp hạng đến giữa tháng 6 năm 1957)
4. Top 100 - Bảng xếp hạng này kết hợp giữa hoạt động bán hàng phát thanh, và cũng chính là một phiên bản đầu tiên của bảng xếp hạng Hot 100.

| Ngày         | Bestseller                                                      | Phát trên làn sóng phát thanh             | Jukebox                                   | Top 100                                   |
| 5.1          | Singing the Blues Guy Mitchell                                  | Singing the Blues Guy Mitchell            | Singing the Blues Guy Mitchell            | Singing the Blues Guy Mitchell            |
| 12.1         | Singing the Blues Guy Mitchell                                  | Singing the Blues Guy Mitchell            | Singing the Blues Guy Mitchell            | Singing the Blues Guy Mitchell            |
| 19.1         | Singing the Blues Guy Mitchell                                  | Singing the Blues Guy Mitchell            | Singing the Blues Guy Mitchell            | Singing the Blues Guy Mitchell            |
| 26.1         | Singing the Blues Guy Mitchell                                  | Singing the Blues Guy Mitchell            | Singing the Blues Guy Mitchell            | Singing the Blues Guy Mitchell            |
| 2.2          | Singing the Blues Guy Mitchell                                  | Singing the Blues Guy Mitchell            | Singing the Blues Guy Mitchell            | Singing the Blues Guy Mitchell            |
| 9.2          | Too Much/ Playing for Keeps Elvis Presley                       | Young Love Sonny James                    | Singing the Blues Guy Mitchell            | Don't Forbid Me Pat Boone                 |
| 16.2         | Too Much Elvis Presley                                          | Young Love Tab Hunter                     | Singing the Blues Guy Mitchell            | Young Love Tab Hunter                     |
| 23.2         | Too Much Elvis Presley                                          | Young Love Tab Hunter                     | Don't Forbid Me Pat Boone                 | Young Love Tab Hunter                     |
| 2.3          | Young Love Tab Hunter                                           | Young Love Tab Hunter                     | Young Love Tab Hunter                     | Young Love Tab Hunter                     |
| 9.3          | Young Love Tab Hunter                                           | Young Love Tab Hunter                     | Too Much/ Playing for Keeps Elvis Presley | Young Love Tab Hunter                     |
| 16.3         | Young Love Tab Hunter                                           | Young Love Tab Hunter                     | Young Love Tab Hunter                     | Young Love Tab Hunter                     |
| 23.3         | Young Love Tab Hunter                                           | Young Love Tab Hunter                     | Young Love Tab Hunter                     | Young Love Tab Hunter                     |
| 30.3         | Party Doll Buddy Knox                                           | Butterfly Andy Williams                   | Young Love Tab Hunter                     | Butterfly Andy Williams                   |
| 6.4          | Round and Round Perry Como                                      | Butterfly Andy Williams                   | Young Love Tab Hunter                     | Butterfly Andy Williams                   |
| 13.4         | All Shook Up Elvis Presley                                      | Round and Round Perry Como                | Butterfly Charlie Gracie                  | Butterfly Andy Williams                   |
| 20.4         | All Shook Up Elvis Presley                                      | Round and Round Perry Como                | Butterfly Charlie Gracie                  | All Shook Up Elvis Presley                |
| 27.4         | All Shook Up Elvis Presley                                      | All Shook Up Elvis Presley                | All Shook Up Elvis Presley                | All Shook Up Elvis Presley                |
| 29.4         | All Shook Up Elvis Presley                                      | All Shook Up Elvis Presley                | All Shook Up Elvis Presley                | All Shook Up Elvis Presley                |
| 6.5          | All Shook Up Elvis Presley                                      | All Shook Up Elvis Presley                | All Shook Up Elvis Presley                | All Shook Up Elvis Presley                |
| 13.5         | All Shook Up Elvis Presley                                      | All Shook Up Elvis Presley                | All Shook Up Elvis Presley                | All Shook Up Elvis Presley                |
| 20.5         | All Shook Up Elvis Presley                                      | All Shook Up Elvis Presley                | All Shook Up Elvis Presley                | All Shook Up Elvis Presley                |
| 27.5         | All Shook Up Elvis Presley                                      | All Shook Up Elvis Presley                | All Shook Up Elvis Presley                | All Shook Up Elvis Presley                |
| 3.6          | Love Letters in the Sand/ Bernardine Pat Boone                  | All Shook Up Elvis Presley                | All Shook Up Elvis Presley                | All Shook Up Elvis Presley                |
| 10.6         | Love Letters in the Sand/ Bernardine Pat Boone                  | Love Letters in the Sand Pat Boone        | All Shook Up Elvis Presley                | Love Letters in the Sand Pat Boone        |
| 17.6         | Love Letters in the Sand Pat Boone                              | Love Letters in the Sand Pat Boone        | All Shook Up Elvis Presley                | Love Letters in the Sand Pat Boone        |
| 24.6         | Love Letters in the Sand/ Bernardine Pat Boone                  | Love Letters in the Sand Pat Boone        | -                                         | Love Letters in the Sand Pat Boone        |
| 1.7          | Love Letters in the Sand/ Bernardine Pat Boone                  | Love Letters in the Sand Pat Boone        | -                                         | Love Letters in the Sand Pat Boone        |
| 8.7          | (Let Me Be Your) Teddy Bear/ Loving You Elvis Presley           | Love Letters in the Sand Pat Boone        | -                                         | Love Letters in the Sand Pat Boone        |
| 15.7         | (Let Me Be Your) Teddy Bear/ Loving You Elvis Presley           | Love Letters in the Sand Pat Boone        | -                                         | (Let Me Be Your) Teddy Bear Elvis Presley |
| 22.7         | (Let Me Be Your) Teddy Bear/ Loving You Elvis Presley           | Love Letters in the Sand Pat Boone        | -                                         | (Let Me Be Your) Teddy Bear Elvis Presley |
| 29.7         | (Let Me Be Your) Teddy Bear/ Loving You Elvis Presley           | (Let Me Be Your) Teddy Bear Elvis Presley | -                                         | (Let Me Be Your) Teddy Bear Elvis Presley |
| 5.8          | (Let Me Be Your) Teddy Bear/ Loving You Elvis Presley           | (Let Me Be Your) Teddy Bear Elvis Presley | -                                         | (Let Me Be Your) Teddy Bear Elvis Presley |
| 12.8         | (Let Me Be Your) Teddy Bear/ Loving You Elvis Presley           | (Let Me Be Your) Teddy Bear Elvis Presley | -                                         | (Let Me Be Your) Teddy Bear Elvis Presley |
| 19.8         | (Let Me Be Your) Teddy Bear/ Loving You Elvis Presley           | Tammy Debbie Reynolds                     | -                                         | (Let Me Be Your) Teddy Bear Elvis Presley |
| 26.8         | Tammy Debbie Reynolds                                           | Tammy Debbie Reynolds                     | -                                         | (Let Me Be Your) Teddy Bear Elvis Presley |
| 2.9          | Tammy Debbie Reynolds                                           | Tammy Debbie Reynolds                     | -                                         | Tammy Debbie Reynolds                     |
| 9.9          | Diana Paul Anka                                                 | Tammy Debbie Reynolds                     | -                                         | Tammy Debbie Reynolds                     |
| 16.9         | Tammy Debbie Reynolds                                           | Tammy Debbie Reynolds                     | -                                         | Tammy Debbie Reynolds                     |
| 23.9         | That'll Be the Day The Crickets                                 | Honeycomb Jimmie Rodgers                  | -                                         | Tammy Debbie Reynolds                     |
| 30.9         | Honeycomb Jimmie Rodgers                                        | Honeycomb Jimmie Rodgers                  | -                                         | Tammy Debbie Reynolds                     |
| 7.10         | Honeycomb Jimmie Rodgers                                        | Honeycomb Jimmie Rodgers                  | -                                         | Honeycomb Jimmie Rodgers                  |
| 14.10        | Wake Up Little Susie Everly Brothers                            | Honeycomb Jimmie Rodgers                  | -                                         | Honeycomb Jimmie Rodgers                  |
| 21.10        | Jailhouse Rock/ Treat Me Nice Elvis Presley                     | Chances Are Johnny Mathis                 | -                                         | Wake Up Little Susie Everly Brothers      |
| 28.10        | Jailhouse Rock/ Treat Me Nice Elvis Presley                     | Wake Up Little Susie Everly Brothers      | -                                         | Wake Up Little Susie Everly Brothers      |
| 4.11         | Jailhouse Rock/ Treat Me Nice Elvis Presley                     | Wake Up Little Susie Everly Brothers      | -                                         | Jailhouse Rock Elvis Presley              |
| 11.11        | Jailhouse Rock/ Treat Me Nice Elvis Presley                     | Wake Up Little Susie Everly Brothers      | -                                         | Jailhouse Rock Elvis Presley              |
| 18.11        | Jailhouse Rock/ Treat Me Nice Elvis Presley                     | Wake Up Little Susie Everly Brothers      | -                                         | Jailhouse Rock Elvis Presley              |
| 25.11        | Jailhouse Rock/ Treat Me Nice Elvis Presley                     | Jailhouse Rock Elvis Presley              | -                                         | Jailhouse Rock Elvis Presley              |
| 2.12         | You Send Me/ Summertime, Pt. 1 Sam Cooke                        | Jailhouse Rock Elvis Presley              | -                                         | Jailhouse Rock Elvis Presley              |
| 9.12         | You Send Me/ Summertime, Pt. 1 Sam Cooke                        | You Send Me Sam Cooke                     | -                                         | Jailhouse Rock Elvis Presley              |
| 16.12        | Jailhouse Rock/ Treat Me Nice Elvis Presley                     | April Love Pat Boone                      | -                                         | You Send Me Sam Cooke                     |
| 23.12        | April Love/ When the Swallows Come Back to Capistrano Pat Boone | April Love Pat Boone                      | -                                         | You Send Me Sam Cooke                     |
| 30. Dezember | April Love Pat Boone                                            | April Love Pat Boone                      | -                                         | April Love Pat Boone                      |